# Global Infrastructure Partners
Global Infrastructure Partners (GIP) es una multinacional de capital inversión con sede en Nueva York. Especializa en inversiones de grandes infraestructuras de energía, transporte y residuos de agua, emplea aproximadamente a más de 20.000 profesionales en la inversión. Las oficinas centrales de la empresa están ubicadas en Nueva York, Colorado y Londres, con filiales en Australia y sede operacional en Stamford (Connecticut).

## Historia
Global Infrastructure Partners (GIP) fue creada en mayo de 2006 como una empresa conjunta entre dos grandes inversores, el banco Credit Suisse y el gigante General Electric. El GIP1, su primer fondo, se constituyó con más de $5.640 millones de dólares.
La primera inversión de la empresa fue anunciada en octubre de 2006, una joint venture 50:50 entre GIP y la aseguradora American International Group (AIG) para adquirir el Aeropuerto de la Ciudad de Londres al grupo del inversor irlandés Dermot Desmond por una cifra no desvelada. Posteriormente, GIP adquirió a AIG su participación en el aeropuerto, en septiembre de 2008.
Posteriormente, GIP ha hecho dos inversiones más en grandes aeropuertos. En octubre de 2009 adquirió el aeropuerto de Gatwick, también en Londres, el segundo aeropuerto más grande del Reino Unido por tráfico de pasajeros, por una cifra de £1.500 millones de libras a BAA. En 2012 adquirió la gestión del Aeropuerto de Edimburgo por £807 millones de libras. Además, GIP ha dividido la empresa en tres secciones. Una primera sección para inversiones en el sector del transporte. Una segunda para administrar las inversiones en el sector de los recursos naturales y una tercera sección para la producción de energía. Estas últimas inversiones incluyen generación de energía, plantas de energía solar y eólica.
Una vez concluidas las inversiones del primer fondo, hacia 2011, en octubre de 2012 GIP lanzó su segundo fondo, GIP2, un fondo completado con $8.250 millones de dólares para inversiones en infraestructuras, haciéndolo el fondo de infraestructura independiente más grande del mundo.

## Cronología reciente
- 2015: en enero, Global Infrastructure Partners (GIP) llegó a un acuerdo con la española ACS para adquirir el 24,40% de su filial de renovables, Saeta Yield.[11]
- 2016: en enero, el fondo canadiense Borealis Infrastructure adquirió el 15% de la Compañía Logística de Hidrocarburos (CLH) a Global Infrastructure Partners por una cifra no desvelada.[12] En septiembre, GIP adquiere el 20% de la compañía española Naturgy por 3.800 millones.[13]

## Inversiones
En octubre de 2012, Global Infrastructure Partners cerró un fondo para invertir de aproximadamente $15.000 millones de dólares. Las inversiones de GIP se concentran principalmente en países de la OCDE. En julio de 2013, en la cartera del fondo de inversiones se incluían las siguientes compañías:
- Access Midstream Partners
- Channelview Cogeneration
- East India Petroleum Limited
- Aeropuerto de Edimburgo
- Gatwick Aeropuerto
- Great Yarmouth Port Company Limited
- International Trade Logistics S.A.
- Aeropuerto de Ciudad del Londres
- Puerto de Brisbane
- Ruby Pipeline Holding Company
- Terra-Gen Power Holdings
- Terminal Investment Limited
- Transitgas